# Вейнтисинко де Майо (тежък крайцер, 1929)
Вейнтисинко де Майо (на испански: ARA Veinticinco de Mayo (C-2), на бълг.: „25 май“) e тежък крайцер на ВМС на Аржентина главен кораб на едноименният тип. Наречен е в чест на Аржентинския национален празник – годишнината от Майската революция (25 май 1810 г.). Поръчан и построен в Италия.

## История на службата
Заложен на 29 декември 1927 г., спуснат на вода на 11 август 1929 г., влиза в строй на 11 юли 1931 г.
„25 май“ влиза в състава на флота едновременно с „Алмиранте Браун“ (на испански: ARA Almirante Brown (C-1)). На протежение последващите години носи рутинна служба при своите брегове, рядко посещавайки съседните страни. Най-яркия момент от неговата кариера е през 1936 г., когато „Вейнтисинко де Майо“ действа при бреговете на Испания по време на протичащата там Гражданска война и осигурява евакуацията на аржентинските граждани от порт Аликанте.
„Вейнтисинко де Майо“ е изваден в резерва през 1959 г., след година е изключен от състава на флота, а през 1961 г. заедно с „Алмиранте Браун“ е продаден за скрап.